# Priit Pedajas
Priit Pedajas   (Tallinn, 21 de gener de 1954) és un actor i director de teatre estonià.
El 1976 es va graduar al Departament d'Arts Escèniques del Conservatori Estatal de Tallinn. Des de 1979 fins a 1985, va ser actor i director al Teatre Ugala. Des de 1985 fins a 1991, va ser director al Teatre Endla. Des de 1991 fins a 1999, va ser el director de l'Estonian Drama Theatre. Des de 1999 és el director d'escena principal (estonià: peanäitejuht) del Teatre Dramàtic Estonià.
A més de papers teatrals, també ha aparegut en diverses pel·lícules i televisió.

## Premis
2001: Orde de l'Estrella Blanca, classe IV.

## Filmografia
- 1977: Põrgupõhja uus Vanapagan
- 1980: Jõulud Vigalas
- 2008: Detsembrikuumus
- 2017: Mehetapja/Süütu/Vari